# José María Millares Sall
José María Millares Sall (Las Palmas de Gran Canaria, 28 de gener de 1921 - 8 de setembre de 2009) va ser un poeta espanyol i compositor de lletra i música de cançons populars tan conegudes a les Illes Canàries com Campanas de Vegueta i De Belingo.

## Biografia

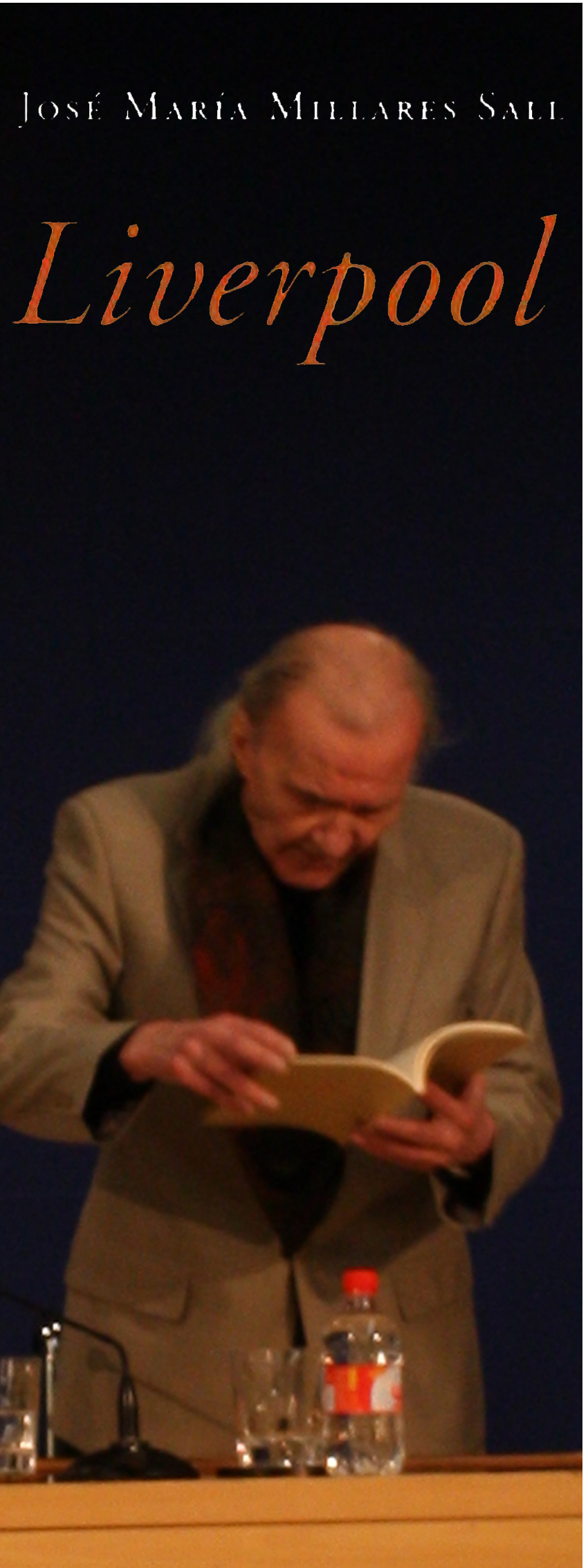
Homenatge a José María Millares Sall en 2009

Neix en Las Palmas de Gran Canaria, el 28 de gener de 1921 al barri de Vegueta, en el si d'una família d'artistes i intel·lectuals que li va aportar una atmosfera propícia per al desenvolupament de la seva vocació. Van ser els seus germans el també poeta Agustín Millares Sall, els pintors Manolo Millares Sall i Eduardo Millares, el timplista Totoyo Millares i la pintora indigenista Jane Millares Sall. La seva joventut i estudis es veuran interromputs per la guerra civil i la immediata postguerra, al mateix temps que la seva vida familiar es veu dramàticament condicionada per la persecució i depuració política a la qual es veu sotmès el seu pare, el també escriptor Juan Millares Carló, llavors catedràtic d'Ensenyament Mitjà, a l'Institut d'Arrecife (Lanzarote). José María es veu obligat per això a exercir un treball administratiu, al mateix temps que inicia la seva activitat com a escriptor, mogut per l'ambient familiar on, des de generacions, s'havien desenvolupat diverses activitats intel·lectuals i artístiques.
De 1946 daten els seus primers lliuraments poètics, en la col·lecció Cuadernos de Poesía i Crítica que animava, a Las Palmas, l'assagista Juan Manuel Trujillo. En 1947 serà un dels poetes que s'incorporen a l'Antologia Cercada, primera temptativa – tímida encara- de poesia social.
En 1948 funda i dirigeix la col·lecció Planas de Poesía, a la qual incorpora al seu germà Manolo Millares, pintor, i més tard al seu altre germà, el poeta Agustín Millares Sall. El primer volum de la col·lecció serà el seu llibre Liverpool, una raresa en aquell moment poètic, que encara avui sorprèn per la seva particular vitalitat expressiva. En 1951, publica Manifestación de la Paz. Planas de Poesía, amb divuit lliuraments fins a aquest moment, serà suspesa per ordre governativa, sent processaments i empresonats els seus més directes responsables.
En 1952 contreu matrimoni amb la també poeta Pino Betancor Álvarez (1928-2003). Excedent el poeta del seu treball administratiu, el matrimoni es trasllada a Madrid en 1956, ciutat en la qual residirà fins a 1960. Una etapa de fecunditat creadora i de contactes amb els escriptors del moment: Leopoldo de Luis, Gabriel Celaya, José Luis Cano, José Hierro o Jorge Campos, entre d'altres. Participa en les tertúlies de la revista Ínsula, al carrer del Carmen. Per un curt període, tornen a Las Palmas per tornar a Madrid, ara amb un trasllat a les oficines centrals de l'empresa naviliera en la qual treballava el poeta. Són anys d'abandó obligat de l'activitat literària. No obstant això, es va succeint l'aparició de diversos llibres del poeta. A la fi dels anys setanta, el matrimoni fixa la seva residència a Las Palmas, i el lliurament d l'escriptor a la poesia serà cada vegada més intensa i continuada. Per aquests anys Planas de Poesia torna a publicar-se durant un curt període. No obstant això, conrea també la pintura i la música i escriu texts per a la música i la cançó populars. En 1998 obté el Premi de Poesia Tomás Morales amb el seu poemari Sillas.
A partir de l'any 2000, la seva escriptura pren un nou rumb, a la recerca d'una expressió més lliure i personal, en un exercici d'escriptura continuada i abundant, al mateix temps que molt cuidada en el seu rigor expressiu. José María Millars reuneix aquesta poesia en sèries successives: Cuartos y Celdas (2007). Cal ressenyar-se l'assaig de fusió entre escriptura i representació plàstica, del qual el poeta ha recollit una mostra en el volum titulat Paremias y otros poemas (2006).
La seva trajectòria personal i la seva llarga i abundant labor poètica li han fet creditor del Premi Canàries de Literatura (2009).
Va morira primeres hores del matí del 8 de setembre de 2009, víctima d'una llarga malaltia.
El 5 d'octubre de 2010 rep pòstumament el premi Nacional de Poesia per la seva obra Cuadernos, 2000-2009 (2009).
Malgrat ser un poeta enormement prolífic (va publicar 27 poemaris originals, 18 dels quals van veure la llum en els seus últims vint anys de vida), en l'actualitat l'obra inèdita de Millares Sall supera amb escreix a la qual va deixar publicada en vida.

## Obra poètica

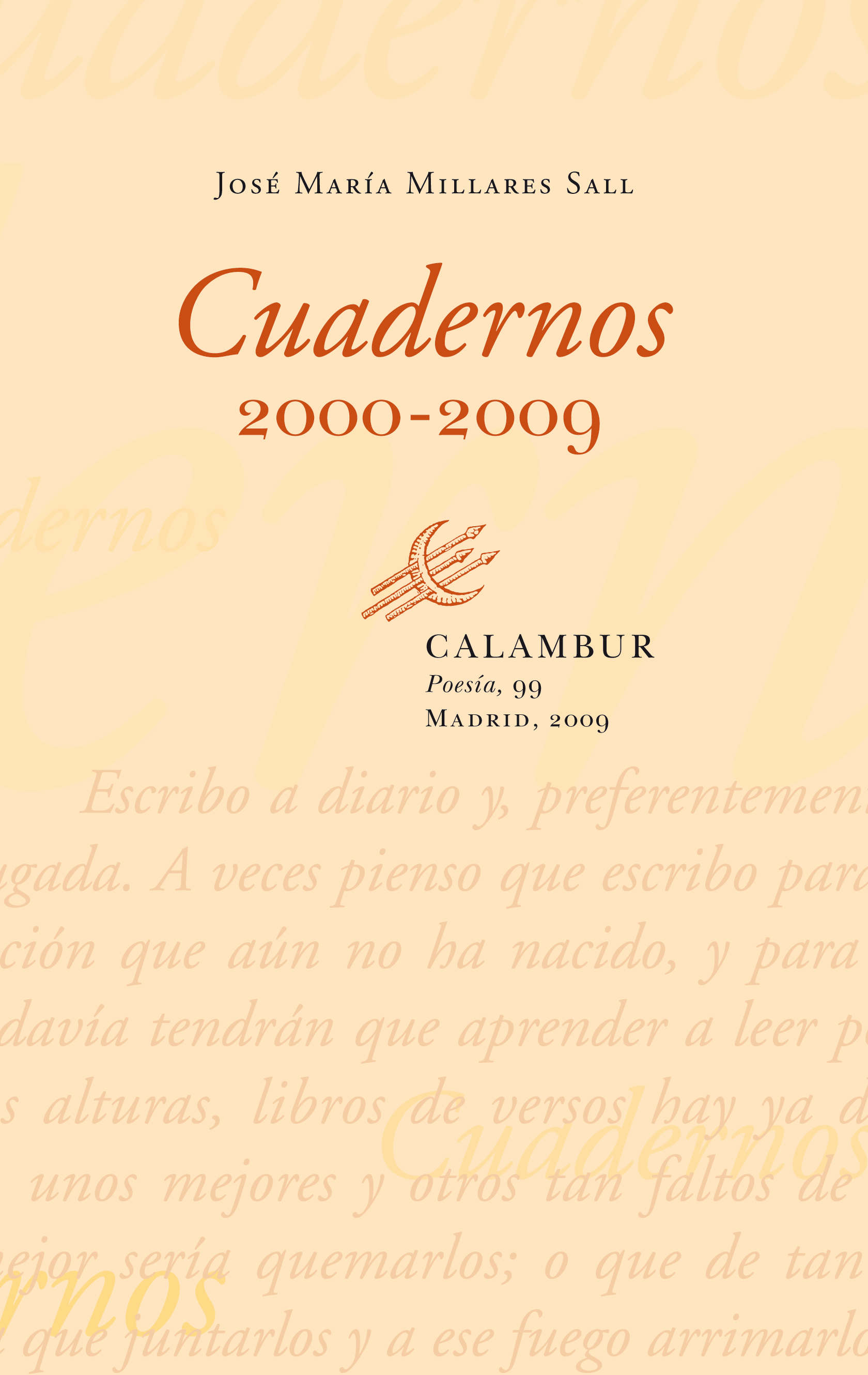
Cuadernos (2000-2009) de José María Millares Sall

- A los cuatro vientos (1946). Cuadernos de Poesía y Crítica. Las Palmas.
- Canto a la Tierra (1946). Cuadernos de Poesía y Crítica. Las Palmas.
- Liverpool (1949). Planas de Poesía. Las Palmas. Reeditada por Calambur. Madrid, 2008 ISBN 978-84-8359-047-8.
- Ronda de Luces (1950). Planas de Poesía. Las Palmas.
- Manifestación de la paz (1951). Planas de Poesía. Las Palmas.
- Aire y humo (1966). Separata Revista Millares. Las Palmas.
- Ritmos alucinantes (1974). Planas de Poesía. Las Palmas. Dep. Leg. GC 707.
- Hago mía la luz (1977). Taller de Ediciones. Madrid. ISBN 84-7330-053-X.
- Los aromas del humo (1988). Caja Insular de Ahorros. Las Palmas. ISBN  84 7580 531 0.
- En las manos del aire (1989). Sociedad Española de Amigos del País. Las Palmas. ISBN 84-404-4144-4.
- Los espacios soñados (1989). Viceconsejería de Cultura. Islas Canarias. ISBN 84-87137-22-9.
- Manifestación de paz (1990). Col. Alegranza. Las Palmas. ISBN 84-404-6765-6.
- Los párpados de la noche (1990). Caja Insular de Ahorros. Las Palmas. ISBN 84-86127-61-0.
- Azotea marina (1995). Excmo. Ayuntamiento de Las Palmas. Las Palmas. ISBN 84-88979-07-X.
- Paso y seguido (1996). Excmo. Ayuntamiento de Las Palmas. Las Palmas. ISBN 84-88979-15-0.
- Blanca es la sombra del jazmín (1996). CajaCanarias/Ediciones La Palma. Tenerife/Madrid. ISBN 84-87417-84-1.
- Escrito para dos (1997). Excmo. Ayuntamiento de Las Palmas. Las Palmas. ISBN 84-88979-21-5.
- Objetos (1998). Col. Ultramarino. Las Palmas. ISBN 84-95133-00-8.
- Pájaros sin playa (1999). Excmo. Ayuntamiento de Las Palmas. Las Palmas. ISBN 84-88979-31-2.
- Sillas (1999). Cabildo Insular de Gran Canaria. Las Palmas. ISBN 84-8103-212-3. Premio de Poesía Tomás Morales 1998.
- Regreso a la luz (2000). Col. Ágape. Las Palmas. ISBN 84-923783-5-2.
- Paremias y otros poemas (2006). Fundación MAPFRE/Guanarteme. Tenerife. ISBN 84-88779-52-6.
- Memoria viva (2006). Cabildo Insular de Gran Canaria. Las Palmas. Dep. Legal 147/2006.
- Celdas (2007). Col. Ultramarino. Las Palmas. ISBN 978-84-95133-16-8.
- Cuartos (2007). Edirca. Las Palmas. ISBN 84-95133-14-8.
- Esa luz que nos quema (2009). Barataria. ISBN 978-84-95764-92-8.
- Cuadernos, 2000-2009 (2009). Calambur. Madrid. Premio Nacional de Poesía.
- Krak (2011). Calambur. Madrid.
- No-Haiku (2014). Calambur. Madrid.